# Basilica della Madonna dei Sette Dolori
La basilica della Madonna dei Sette Dolori è un santuario di Pescara, localizzato in largo Madonna, Pescara Colli.
È intitolata a Maria Addolorata la quale, secondo la tradizione cristiana, ha dovuto affrontare sette dolori ed è un punto di riferimento religioso, storico, artistico e culturale per la città di Pescara come per tutta la regione.
La festa, che ricorre tutti gli anni la prima domenica di giugno, attrae devoti dall'Abruzzo e anche da fuori regione.

## Architettura

### Esterni
La chiesa è a pianta basilicale a croce latina. La facciata è a capanna tripartita, a salienti, suddivisa verticalmente da paraste con capitelli ionici. Sul corpo centrale vi è un bassorilievo della Madonna in una lunetta a ventaglio, con accanto due nicchie laterali spoglie. 
Il portale è semplice, a coronamento orizzontale. L'architrave centrale del timpano marcapiano della facciata mostra la scritta "Basilica", aggiunta nel 1952. La facciata fino agli anni '60 era dipinta a intonaco bianco e rosso porpora, colori successivamente smantellati ripristinando il sobrio colore dei mattoni a vista. Il campanile terminato nel 1888 è una torre con cuspide a cipolla. Nei primi anni del Novecento era stato provvisto di un orologio pubblico, poi smontato. La basilica termina con un'assistenza semicircolare. A fianco la chiesa vi è un piccolo edificio conventuale, realizzato negli anni '50, sede dei Frati Cappuccini di Pescara. 

### Interni
L'interno in stile neoclassico è a tre navate stuccate, con elaborati tralci vegetali tardo settecenteschi sulla volta centrale. Le elaborazioni a stucco, suddivisi da finti costoloni a spicchio, sono molto pronunciati nel catino absidale. L'altare termina ad abside semicircolare. Prima della erezione a Santuario mariano nel 1959, l'altare era provvisto di una nicchia con una statua di Cristo risorto sopra il globo terrestre, poi spostata. La nicchia fu richiusa, accanto fu posizionato l'organo, oggi vi si trova la statua del Crocifisso. 

### Opere d'arte
Presso l'entrata si trova murata una lapide che ricorda la consacrazione della nuova chiesa Santuario nel 1787; le varie statue sono state riacquistate da botteghe leccesi, figurano il Sacro Cuore, Sant'Antonio di Padova, San Vincenzo Ferrer, San Rocco. 
Sulla navata laterale destra si trova una grande cappella, un tempo la Cona votiva primitiva del XVII secolo, dove figura un tabernacolo in stucchi decorati, colonne tortili e putti, che contengono nella cornice la pittura votiva della Sacra Immagine della Madonna Addolorata con il cuore trafitto dalle sette spade, mentre regge il Cristo morto. Ai piedi gli strumenti della Passione, compresi gli arnesi da tortura e i dadi dei soldati romani. Si tratta di una Immagine sacra di gusto popolare. 
Presso il capoaltare della navata sinistra si trova un mosaico a parete moderno, di ambito pescarese, che illustra il Battesimo di Gesù. Un altro recente dipinto che illustra il Santuario con la Madonna Addolorata e gli arcivescovi di Pescara, è degli anni '80, dono di Luigi Baldacci (1937-2018). Un altro dipinto votivo esposto che illustra la Madonna Addolorata è di Basilio Cascella. 
Lungo le navate laterali ci sono diverse opere e dipinti. Lungo la navata destra, in controfacciata, vi è la lapide di consacrazione del Tempio, a seguire una statua di San Rocco del 1856 di Giuseppe Ronzi di Penne, come indicato dalla forma alla base, un quadro settecentesco della Madonna tra San Vincenzo Ferrer e San Francesco, un quadro della Madonna che intercede per le anime purganti attraverso San Michele, il vano che introduce al vestibolo, dove di conservano gli ex voto, e il tempietto a tabernacolo in legno scolpito del XVI secolo, proveniente dalla ex chiesa di San Giuseppe dei Cappuccini di Pescara; la cappella monumentale con l'icona Sacra della Madonna Addolorata. 
Lungo la navata sinistra vi sono una Crocifissione lignea con San Francesco, un quadro moderno di Santa Teresa, un quadro settecentesco della Madonna col Bambino tra san Michele e gli angeli, con dietro Dio Padre, attribuito a Pasquale Bellonio da Ortona, in fondo alla parete un mosaico moderno che mostra il Battesimo di Gesù. L'altare maggiore con un monumentale Crocifisso ligneo, reca la data di ultimazione: 1907.
Nella navata destra in una cappella protetta da cancello, c'è la statua lignea processionale della Madonna dei Sette Dolori, rappresentati in sette spade che trafiggono il cuore sporgente della Vergine. La veste nera a intarsi dorati è stata cucita dal popolo. La Madonna ha un viso molto espressivo, e paté che sia funta da modello per varie statue della Vergine Addolorata di diverse chiese della provincia pescarese. Si trova inserita in un tabernacolo ligneo con colonne dorate e copertura ad arco a cipolla.
La ricca corona dorata fu donata nel 1907 in occasione della solenne incoronazione da parte del vescovo della diocesi di Sulmona, Monsignore Vincenzo Sardi.

## Le origini del culto

### Le "apparizioni" mariane
La narrazione dell'apparizione della Madonna dei Sette Dolori risale alla fine del XVI secolo o agli inizi del XVII secolo. Nel luogo ove sorge l'attuale santuario, oggi Largo Madonna, vi era una folta foresta di querce dove spesso i contadini conducevano al pascolo il loro gregge. In un giorno imprecisato, in mezzo ai cespugli, sarebbe apparsa, dipinta su una pietra, la scena della Deposizione di Gesù, raffigurante la Madonna, con sette spade conficcate nel cuore e sulle ginocchia il corpo esanime di Gesù.
Dopo le perplessità iniziali, i credenti si convinsero che si trattava di un evento soprannaturale, per cui fu deciso di portare l'immagine in una modesta cappella (luogo abituale di culto) sita in Colle Ruscitelli (odierna contrada De Jacobis), e di costruirvi una chiesa. Ma il mattino successivo, ai molti curiosi recatisi sul posto, l'immagine sembrò essere ritornata nel luogo del giorno precedente. Si credette a uno scherzo e pertanto, la sera, il dipinto fu ricollocato nella cappella. L'indomani, però, l'episodio si ripropose.
L'immagine fu condotta di nuovo nella cappella e furono prese delle precauzioni, ispezionando ogni angolo, assicurando porte e finestre e ponendovi una guardia notturna. I guardiani, al mattino, insieme ai devoti accorsi, riferirono del misterioso ritorno dell'immagine nel luogo primitivo, interpretando l'accaduto come il segno della predilezione della Madonna verso quel luogo.

### Il "miracolo" della pioggia
Un nuovo episodio contribuì a sviluppare la devozione verso la Madonna dei Sette Dolori: contro la siccità che imperversava sulle campagne della zona, i fedeli invocarono l'intercessione di Maria, la cui immagine fu portata in processione per alcuni giorni. Il 12 maggio, mentre la processione si dirigeva verso il mare, piovve abbondantemente, i raccolti furono salvi e i devoti videro nell'evento meteorologico un segno dell'intervento divino. Ogni anno, in ricordo dell'accaduto, il 12 maggio ricorre la celebrazione religiosa della "giornata del ringraziamento".

## La basilica
Poco tempo dopo tempo l'apparizione mariana, fu eretta una cappella con un altare su cui posero l'immagine. Vi eressero una cupola dove sistemarono una campana, che fu successivamente (1888) collocata sulla odierna torre campanaria e precisamente nel finestrone rivolto verso il mare. Il 26 novembre 1665 (giorno in cui si tenne il primo battesimo) fu istituita dal vescovo Raffaele Esuberanzio la parrocchia con il titolo "Santa Maria dei Sette Dolori". In seguito fu progettato e realizzato un nuovo e più grande santuario che, probabilmente, ha inglobato la primitiva e piccola cappella. L'attuale santuario venne consacrato ufficialmente il 30 maggio 1757 dal vescovo di Penne e Atri, monsignor Gennaro Fezzelli.

### Affidamento del santuario e della parrocchia ai frati minori cappuccini
Il 20 giugno 1948 l'arciprete Jacone rinuncia al suo incarico di parroco e monsignor Gilla Vincenzo Gremigni, allora vescovo di Teramo ed amministratore apostolico di Penne ed Atri, consegnava la nomina di vicario-economo ad Alberto Mileno da Vasto. L'8 dicembre 1948 il santuario veniva affidato dalla Santa Sede all'Ordine dei Frati Minori Cappuccini, ed il 6 marzo 1949 Alberto da Vasto fu nominato parroco della parrocchia della Madonna dei Sette Dolori, anno in cui Benedetto Falcucci divenne primo vescovo della nuova diocesi di Penne-Pescara.

### Elevazione del santuario a basilica
Il 3 dicembre 1952 il papa Pio XII proclamava in perpetuo la Madonna dei Sette Dolori celeste patrona della diocesi di Penne-Pescara.
Desiderando che il santuario mariano accrescesse la sua importanza, per poterne propagare di più il culto, dietro istanza del vescovo Benedetto Falcucci prima, e per interessamento dell'arcivescovo Antonio Iannucci poi, con decreto del 16 gennaio 1959 di papa Giovanni XXIII, si eleva la chiesa, consacrata a Dio in onore della Beata Vergine Maria dei Sette Dolori, alla dignità di basilica minore.

## Galleria d'immagini

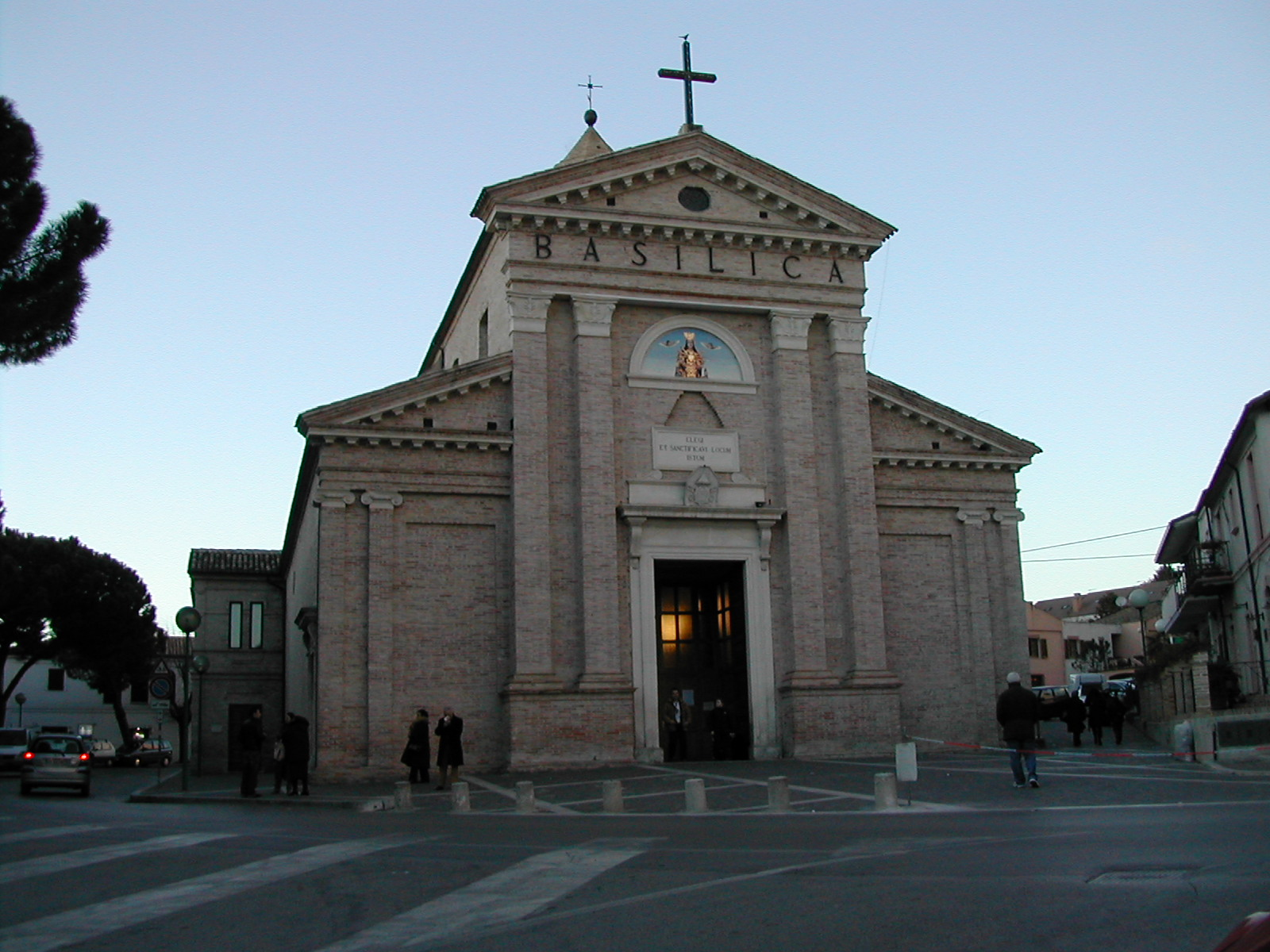
Notturna Basilica dei sette dolori
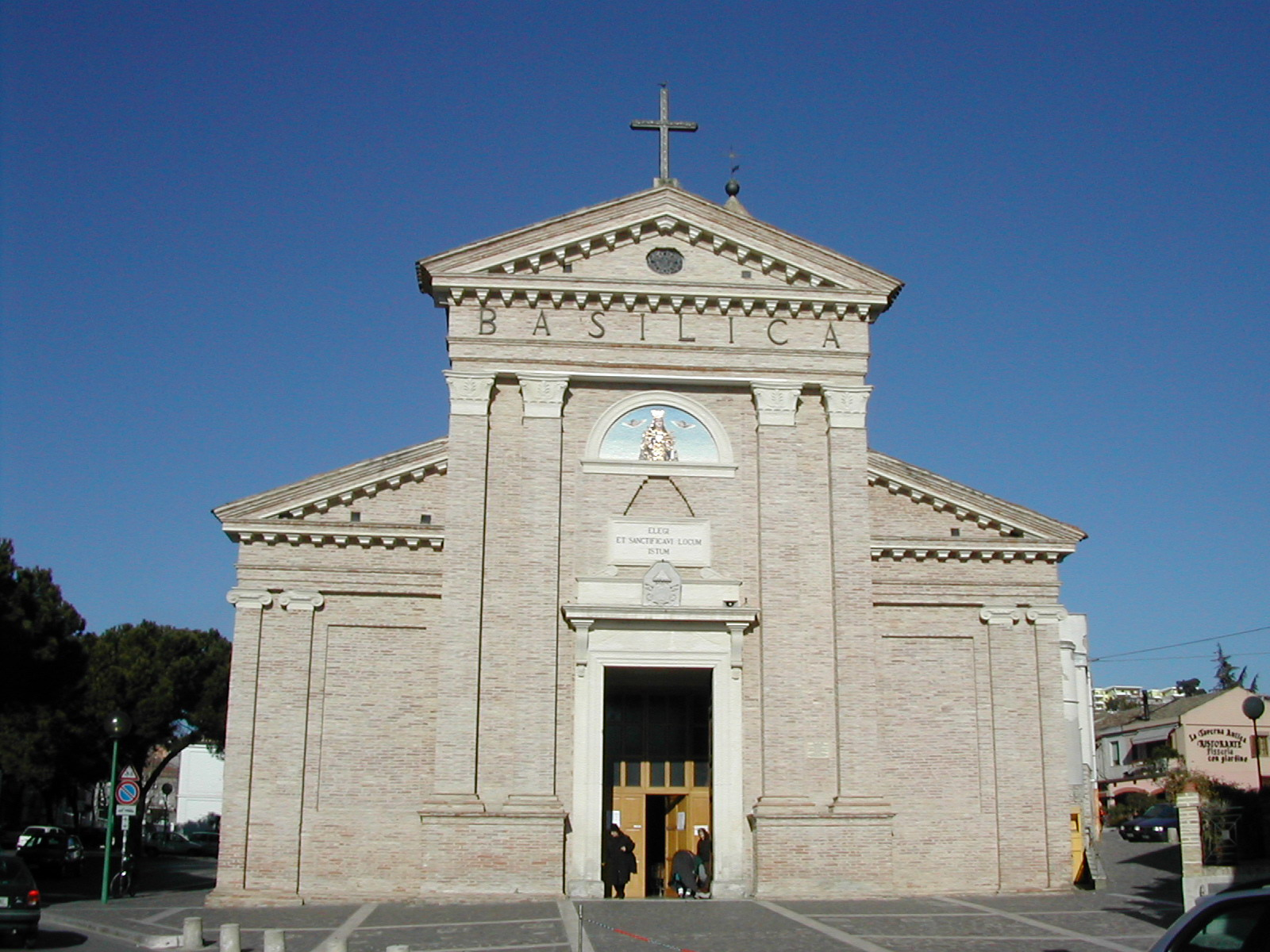
Basilica dei sette dolori
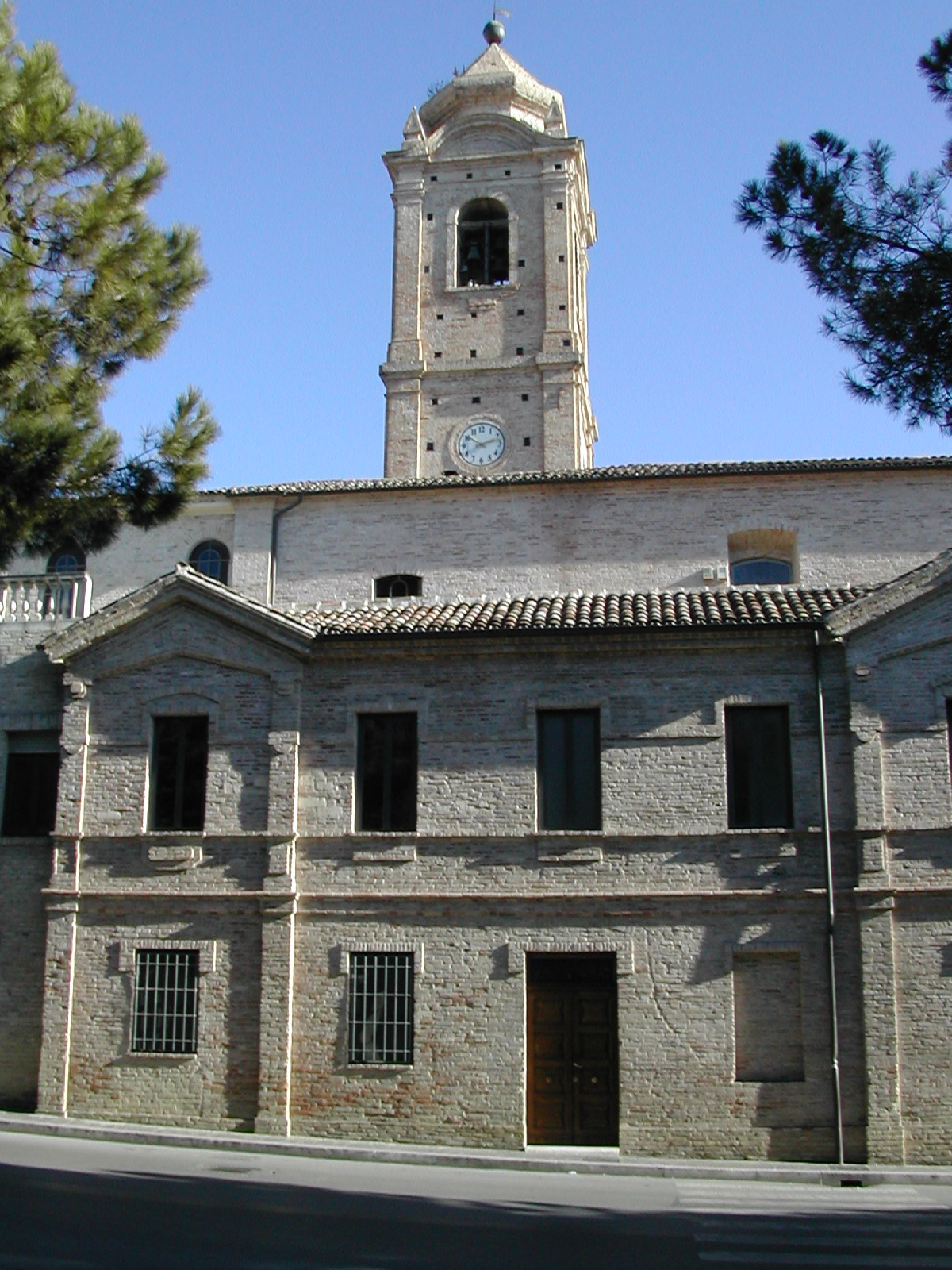
Basilica dei sette dolori